# Yebá Bëló
Yebá Bëló é a deusa criadora do mundo, segundo os índios Dessanas.

## Descrição
Ela é a figura principal no mito de criação dos índios Dessanas. Segundo os índios, ela mora em uma morada de quartzo, e ela criou os seres humanos a partir do ipadu (folha de coca) que ela mascava. Também falavam que enquanto ela fumava, criou um ser de fumaça, que chamou de Yebá Ngoamãn. Ela lhe deu um bastão chocalho com sementes masculinas e femininas e o elevou até a torre do grande morcego. Na torre, o bastão assumiu um rosto humano que virou o sol.